# Amnat Charoen (tỉnh)
Amnat Charoen (tiếng Thái: อำนาจเจริญ, phiên âm: Am-nát Cha-rơn) là một tỉnh thuộc vùng Isan của Thái Lan. Các tỉnh lân cận (theo chiều kim đồng hồ từ phía nam) Ubon Ratchathani, Yasothon và Mukdahan. Phía Đông tỉnh này giáp Salavan của Lào.

## Địa lý
Tỉnh này nằm ở thung lũng của sông Mê Kông, hai con sông khác chảy qua tỉnh là Lam Sae Bok và Lam Sae Bai.

## Lịch sử
Amnat Charoen được công nhận là thành trong thời kỳ trị vì của vua Rama III. Ban đầu được quản lý từ Nakhon Khemarat, sau đó từ Ubon Ratchathani. Nó trở thành tỉnh ngày 12/1/1993 khi được tách ra khỏi Ubon Ratchathani. Đây là một trong 3 tỉnh trẻ nhất Thái Lan, cùng với Nong Bua Lam Phu và Sa Kaeo.

## Biểu tượng
|  | Giữa con dấu là một hình ảnh Đức Phật gọi là Phra Mongkol Ming Muang. Cũng được biết đến dưới cái tên Phra Yai (Đại Phật), cao 20 m là một trong những địa điểm linh thiêng nhất của thành phố Amnat Charoen. Hai bên phải trải là 2 cây, dưới là hai con voi. Cây biểu tượng là Hopea ferrea. |

## Các đơn vị hành chính
Tỉnh được chia làm 7 huyện (Amphoe). Các huyện được chia làm 56 xã 56 (tambon) và 653 thôn (ấp, làng).
| 1. Mueang Amnat Charoen 2. Chanuman 3. Pathum Ratchawongsa 4. Phana | 1. Senangkhanikhom 2. Hua Taphan 3. Lue Amnat |